# Conexión perdida
"Connection Lost" es el decimosexto episodio de la sexta temporada de la comedia de situación estadounidense Modern Family y el episodio 136 de la serie en general. Se emitió originalmente el 25 de febrero de 2015. El episodio fue escrito por Steven Levitan y Megan Ganz y dirigido por Steven Levitan.
En el episodio, Claire espera su vuelo de regreso a casa mientras intenta ponerse en contacto con Haley después de una pelea que tuvieron. Al no poder comunicarse con ella, les pregunta a todos dónde podría estar y una serie de eventos y revelaciones la llevan a creer que Haley está embarazada del bebé de Andy y los dos se escaparon a Las Vegas y se casaron.
"Connection Lost" rompe con la fórmula de Modern Family al presentar el episodio completo a través de la pantalla de la computadora portátil de Claire mientras usa FaceTime, iMessage y otros servicios de redes sociales para mantenerse en contacto con su familia. El episodio recibió críticas positivas de los críticos, y muchos elogiaron el concepto original y el humor.
El episodio ganó el premio Emmy a la mejor mezcla de sonido para una serie de comedia o drama (media hora) y animación en la ceremonia de 2015.

## Argumento
Mientras espera su vuelo en el Aeropuerto Internacional O'Hare, regresando de una presentación que tenía para un nuevo cliente, Claire (Julie Bowen) intenta ponerse en contacto con Haley (Sarah Hyland) después de una gran pelea que tuvieron. Ella usa FaceTime para contactar a Phil (Ty Burrell), quien le dice que cree que Haley se quedó a dormir en la casa de un amigo. Mientras tanto, Alex (Ariel Winter) envía continuamente a Claire nuevas versiones de su ensayo universitario para que las revise, pero Claire las ignora.
Mientras habla con Jay (Ed O'Neill), Claire recibe una notificación de Facebook de que también es el cumpleaños de Mitchell (Jesse Tyler Ferguson), por lo que lo llama por FaceTime para desearle un buen día. Sabiendo por Alex que Haley estaba cuidando a Lily (Aubrey Anderson-Emmons) la noche anterior, le pregunta a Cameron (Eric Stonestreet) y Mitchell si saben dónde está Haley y le revelan que la última vez que la vieron fue cuando tomó prestado uno de ellos. Los viejos trajes azules de Mitchell. Lily le dice que Dylan (Reid Ewing) estuvo allí la noche anterior hablando con Haley, algo que la sorprende ya que no sabía que los dos seguían en contacto.
Claire usa su perfil de Facebook falso para ver la página de Facebook de Haley y ve que Haley ha cambiado el estado de su relación a "Casada". Claire comienza a entrar en pánico mientras Phil intenta calmarla, pero juntar las pistas (un viejo traje azul prestado y estar con Dylan) le hace creer que Haley se casó con Dylan. Ella lo llama, pero después de hablar con él, sabe que Dylan fue para su alivio, no el novio. Al no tener otra forma de encontrarla, Claire piratea la cuenta de iCloud de Haley para rastrear el GPS en su teléfono, para gran desaprobación de Alex. Claire busca la dirección en Google Maps que aparece en una calle de Las Vegas, junto a una pequeña capilla para bodas. Claire entra aún más en pánico y trata de pensar con quién terminaría casada Haley, pero no tiene detalles sobre con quién está saliendo Haley.
Mientras hablaba con todos; Mitchell, Cameron, Alex, Phil, Jay, Gloria (Sofía Vergara), Luke (Nolan Gould) y Manny (Rico Rodríguez), quienes revelan que Andy (Adam DeVine) se ha tomado un tiempo libre para ir a Las Vegas a una boda, llega Claire. a la conclusión de que Haley se ha casado con Andy sin decírselo a nadie. Luego llega un paquete para Haley a la casa de Dunphy, que Phil abre. Se revela que el paquete es el libro What to Expect When You're Expecting. Claire vuelve a entrar en pánico porque Haley podría estar embarazada y, después de sus últimos intentos de ponerse en contacto con ella o con Andy, cierra todas sus ventanas de FaceTime para abrir una presentación de diapositivas de las fotos de la infancia de Haley, come las palomitas de maíz de Cameron y llora mientras lo ve.
Sintiéndose increíblemente estresada por la situación, Claire llama a su papá por FaceTime, buscando su sabiduría y para disculparse por hacer lo mismo que Haley cuando tenía su edad. Jay le asegura que el hecho de que Haley esté embarazada y casada no necesariamente es algo malo, ya que cuando lo hizo hace años, la llevó a tener una familia amorosa con un buen esposo. Jay dice esto sin saber que Phil, que ahora está llorando, también está escuchando y Jay intenta retractarse de todo lo que dijo.
Claire finalmente recibe una llamada entrante de Haley, que acaba de despertarse. Resulta que Haley estuvo en la casa de Dunphy durmiendo todo el tiempo y no está embarazada ni casada; el traje era para prestarle a su amiga que se iba a casar, su teléfono se quedó accidentalmente en el auto de Andy cuando iba de viaje a Las Vegas, su estado de Facebook era una broma sobre un "Cronut", y el libro de embarazo era para ayudarla diseñar ropa para la nueva gama de moda de su jefe. La familia expresa su alivio por la situación ya que Claire, cuando Haley pregunta de inmediato cómo su madre ingresó a su página de Facebook y descubrió dónde estaba su teléfono, finge perder la conexión y cerrar sesión en la llamada de FaceTime, antes de partir para su vuelo.

## Producción
La idea original para el episodio vino del productor del programa, Steven Levitan, mientras hablaba con una de sus hijas en edad universitaria en FaceTime. El episodio también se inspiró en parte en el cortometraje Noah de 2013, que contaba la historia de la ruptura de un adolescente con su novia completamente a través de la pantalla de la computadora del personaje.
Todo el episodio se filmó con productos Apple y la posproducción tomó más tiempo de lo habitual, ya que los editores y productores de gráficos en movimiento tuvieron que fusionar los videos con efectos visuales para crear el aspecto de una pantalla de computadora con hasta nueve ventanas abiertas.
Originalmente, todo el episodio se filmó con miembros del equipo, solo como prueba de concepto. Durante los rodajes, se suponía que los actores debían sostener los dispositivos de grabación por sí mismos; sin embargo, para evitar grabar el techo u otros elementos que no eran útiles para el episodio, los camarógrafos sujetaban los dispositivos mientras los actores colocaban sus manos junto a las manos de los camarógrafos para que pareciera una selfie.

## Recepción

### Calificaciones
En su transmisión estadounidense original, "Connection Lost" fue vista por 9,32 millones; un 0,52 más que el episodio anterior.

### Reseñas
"Connection Lost" recibió críticas positivas de los críticos de televisión, y muchos elogiaron la originalidad, la escritura y el humor del episodio, aunque algunos de ellos afirmaron que parecía un anuncio de Apple.
Sandra González de Mashable elogió el concepto del episodio. "... Además de la pura diversión del dispositivo de encuadre solo para computadora portátil, se usó de manera increíblemente inteligente". González también elogió la escritura al afirmar que "puntos extra para los escritores por la gran atención a los detalles. Casi todo sobre el mundo digital de Claire parecía desarrollado, hasta las comunicaciones anteriores con sus hijos".
Gwen Ihnat de The A.V. Club otorgó al episodio una B y lo calificó como "Un experimento narrativo ingenioso pero exitoso" y "uno de los episodios más entretenidos de la memoria reciente". Ihnat cerró su reseña afirmando que "la tecnología reunió a todo Modern Family en este episodio, con resultados principalmente exitosos".
Ashley Bissette Sumerel de TV Fanatic calificó el episodio con 4.8/5 y dijo que fue uno de los episodios más brillantes que habíamos visto en mucho tiempo. "Modern Family de esta semana intenta algo muy experimental, ¡y los resultados son fantásticos! [...] En general, "Connection Lost" es otro episodio hilarante de Modern Family, pero también está muy bien hecho".
Anick Jesdanun de The Detroit News dio una crítica positiva al episodio y dijo que "el medio digital ofreció una forma fresca e inteligente de contar historias, con bromas y giros en la trama que no son posibles con el enfoque de estilo documental que suele usar "Modern Family". Jesdanun cerró su reseña afirmando que "los gráficos eran tan realistas que tomé mi mouse una o dos veces para intentar mover una ventana, antes de recordar que estaba viendo televisión en mi computadora. Capté mucho más en las visualizaciones repetidas".
Bryan Bishop de The Verge también dio una crítica positiva al episodio diciendo que funcionó incluso si parecía un comercial de Apple de media hora. "...[el episodio] tiene lugar completamente en la pantalla de la computadora portátil de un personaje, y si bien es un nuevo riff divertido en la fórmula exitosa de la comedia de situación, también es una de las cartas de amor más brillantes a la Mac que verás este lado de un discurso de apertura de Apple".
A pesar de las críticas positivas, Lisa Fernandes de Next Projection calificó el episodio con 6.5/10 y dijo que el episodio podría haber sido mucho peor pero podría haber sido mucho mejor. "Desprovisto de la esperanza de contar historias realmente interesantes, Modern Family recurrió a un episodio de truco: una historia completa contada a través de cámaras web, teléfonos celulares, minicámaras, páginas de inicio de Ipad y otros dispositivos Netbook. Lo que se supone que es peculiar y divertido, francamente se siente extraño y difícil de manejar".